# چن شیائو
چن شیائو (چینی ساده: 陈晓; پین‌یین: Chén Xiǎo؛ زادهٔ ۵ ژوئیه ۱۹۸۷) بازیگر و مدل اهل چین است. او بیشتر به خاطر ایفای نقش در شمشیرزن شناخته می‌شود. وی از سال ۲۰۱۰ تاکنون مشغول فعالیت بوده‌است. چن در سال ۲۰۱۴، در فهرست ۱۰۰ سلبریتی چینی فوربز در جایگاه نود و سوم و در سال ۲۰۱۵ در جایگاه هفتاد و چهارم قرار گفت.

## اوایل زندگی و تحصیلات
چن شیائو زادهٔ هفئی، آن‌هوئی، چین است. او در سن ده سالگی، نخستین بازیگری خود را در آهنگ کلاس ما (۱۹۹۷) انجام داد. چن از آکادمی مرکزی تئاتر در سال ۲۰۰۹ فارغ‌التحصیل شد.